# Knut Vaage
Knut Vaage (* 14. Oktober 1961 in Bergen (Norwegen)) ist ein norwegischer Komponist.

## Biographie
Seine Ausbildung erhielt Vaage im Musikkonservatorium Bergen, wo er Klavier, Musikpädagogik und Komposition studierte. Meisterkurse besuchte er unter anderem bei Helmut Lachenmann, George Crumb, Salvatore Sciarrino und Brian Ferneyhough. Zwischen 1995 und 1997 war er Privatstudent bei Hans Abrahamsen in Kopenhagen. 2003 erhielt Knut Vaage seine offizielle Befähigung als Lektor in Komposition und arbeitet derzeit in Bergen als freischaffender Komponist.
Vaage war Mitglied in zwei Musikkollektiven: Eines davon trug den Namen „Avgarde“, eine Zusammensammlung von Musikern und Komponisten um Ketil Hvoslef, den jüngsten Sohn des Symphonikers Harald Sæverud. Musikalische Resultate von „Avgarde“ finden sich auf der gleichnamigen CD des Pianisten Einar Røttingen, der ebenfalls zu den Mitgliedern zählte und aus der Zusammenkunft resultierende Klavierwerke einspielte. Das andere Kollektiv hieß „Ny Musikk“, welches Knut Vaage zeitweise leitete. Vaage macht es sich zur Aufgabe, zeitgenössische Musik einem breiteren Spektrum an Hörern nahezubringen, wozu er auch Werke für Kinder oder Jugendliche schrieb und an verschiedenen Projekten teilnahm oder sie initiierte.

## Musik
Knut Vaage komponiert Musik für verschiedenartige Besetzungen von Solowerken bis hin zu groß angelegten Orchesterwerken und Opern. Sein Erstlingswerk im Bereich Oper zählt zu seinen bislang größten Erfolgen: Es handelt sich um die mittlerweile in drei Sprachen übersetzte Oper Nokon kjem til å komme (Jemand wird kommen) von 2000 nach dem gleichnamigen Schauspiel von Jon Fosse. Es folgte das Vokalwerk Høgsongen für Solisten, Chor und Orchester, danach die Opern Khairos und Veslefrikk. Die Musik von Knut Vaage wird regelmäßig aufgeführt, zumeist in Norwegen oder Deutschland. Unter den Musikern, die sich für Knut Vaages Musik einsetzen, sind besonders Einar Røttingen, Eivind Gullberg Jensen und Eivind Aadland hervorzuheben.
Als Komponist erforscht Knut Vaage die Grenzen zwischen improvisierter und komponierter Musik, schafft freie und ungebundene Wirkung. Neue Stilelemente wie Cluster oder Passagen ohne Takt bezieht er ebenso in seine Musik mit ein wie elektronische Verstärkung und Verzerrung des Klangs. Abrupte Brüche und Überraschungen charakterisieren Vaages Werke; als vorrangiges Element in seiner Musik bezeichnet der Komponist den musikalischen Dialog, mit Hilfe dessen eine organische Struktur entsteht.

## Werke
Orchesterwerke
- 2018: Orkesterdialogar: Für Orchester, Uraufführung April 2018 im Konserthus in Stavanger
- Between: Für Violine und Cello (2015/2017)
- Høgsong: Für Chor und Streichorchester (2017)
- Refleks: Fragment und Reflektionen für Orchester (2007/2016)
- Bea’s song: Recycled 4 (2016)
- Futurasjon: Für Symphonieorchester und Elektronik (2015/2016)
- Fønix: Für große Sinfonietta/kleines Symphonieorchester (2015)
- Futuration (2015)
- Rite: Für Violine und orchester (2013)
- Mylder 2 (2011)
- Mylder (2011)
- Kyklop (2008)
- Brann Bataljonen: Für Orchester, Rockband und Fußballfans (2008)
- Troll (2007)
- Skjulte Songar (Versteckte Lieder) (2005/2006)
- Tjat (2005)
- Hokkaidos Hagar (2004)
- Chaconne: Für Flöte, Harfe und Orchester (2000)
- Continue (1994/1995)

Oper und Musiktheater
- 2011: Khairos. Uraufführung: Opernhaus Oslo, 2011[1]
- Veslefrikk (2007)
- Nokon kjem til å komme (2000)
- Mesén: Für Stimme(n), Tänzer und Instrumente (1992)

Theatermusik
- Hvem har tatt min venstre sko (2003)
- Hvite djevler (1997)
- Håkon Adalsteinforstre (1997)
- Kongen med Gullhjelmen (1997)
- Musik zu Peer Gynt (1993)

Elektronische Werke
- multiMORF memoriam (2016)
- multiMORF IV (2013)
- multiMORF III (2011)
- multiMORF II (2008)
- multiMORF (2007)
- Vi reiser (Wir reisen) (2007)
- Electra II (2005)
- Electra (2003)

Vokalwerke
- Urlicht (2017)
- Vintersong (2017)
- Ke-De-Gaar-I (2017)
- for stadig å bli (2015/2017)
- The Sound of the Northern Light (2014)
- Tåretale (2012)
- Ein ny dag (2012)
- Nøkkerose (2008/2011)
- En Klump med leire (2011)
- Høgsongen (2009)
- Elskede Enno (2008)
- Haugesongar i utval (2008)
- Regn (2008)
- Haugesongar (2002)
- Bladeda (2000)
- Four Songs (1998)
- En Drøymer Tidt (1996)
- Ei Skapingssoge (1995)
- Eg Strøyer mine songar ut (1991)
- For Havet (1988)

Bläserensemble
- Respons (2017)
- Fønix II (2017)
- Breaking Another Wall 2 (2014)
- Breaking Another Wall (2002)
- Graffiti (2001)
- Fremad Marsj (1999)

Kammermusik
- Respons 1-4 (2018)
- Svev (2017)
- Lille-Fønix 2 (2016)
- Bea’s Song (2016)
- Lille-Fønix (2015)
- Ad Lib (2014)
- Someone (2014)
- Sonetter (2012)
- I rørelse (2013)
- I vrimmelen (2012)
- Bumerang (2011)
- (…Kammerkommentar II…) (2011)
- In Between (2010)
- Mikromani (2009)
- Noko (2008)
- (…Kammerkommentar…) (2008)
- Moment (2008)
- Odyssé (2002)
- Forkynnaren (2001)
- Jug Band Rag (1998)
- Transit (1998)
- Endelig (1998)
- Movements (Rørelser) (1996/1998)
- Hexa (1995)
- In Memoriam (1994)
- Grjot (1992)
- Episteme (1990/1991)
- Sisyfos (1990)

Solo- und Duowerke
- Between (2015)
- Code (2009)
- Skimmer (2014)
- Code (2009)
- Cantus (2002)
- In Between (2001)
- A small Devil tries to make order out of the air (1999)
- Limited Infinity (1999)
- Fortuna (1996)
- Tapt Slag (1994)

Klavierwerke
- 2de Movement Meditation (2015)
- Plokk (2001)
- Corpo Doplo (1997)
- Prefix (1997)
- Marche Intercontinentale (1997)
- Nesten Rondo (1995)
- Point of View (1994)
- Looking Back (1993/1995)

Einspielungen
- Norwegian Radio Orchestra, Miguel Harth-Bedoya, Variations over Variations (2017)
- Collegium Musicum Choir and Orchestra, Eivind Gullberg Jensen, Knut Vaage: Høgsongen, Torstein Aagaard-Nilsen: Ars Vivendi (2017)
- Erlend Aagaard-Nilsen, Perpetuum Trompetum (2015)
- De Unges Orkesterforbund, Minuetto Libero (2013)
- Bergen Philharmonisches Orchester, Gardens of Hokkaido (2010)
- Sjøforsvarets musikkorps, Bad News From the Desert (2007)
- Gneis, Aldri Før (2006)
- Gro Sandvik, Einar Røttingen, Chromos (2007)
- BIT20 Ensemble, Someone is Going to Come (2006)
- BIT20 Ensemble, Odyssé (2004)
- Twitter Machine, Adderley, Hellstenius, Buene, Vaage, Weizenbaum (2006)
- Manger Musikklag, Graffiti (2001)
- Forsvarets Musikkorps Vestlandet, 21 Marches for the 21th century (2000)
- Ter Jung Sextet, Hexa (2000)
- Einar Røttingen, Avgarde (2000)
- BIT20 Ensemble, Transit (2000)
- Lars-Erik ter Jung, Knut Vaage, Jørgen Træen, JKL: 8.-10. desember (1999)
- Einar Henning Smebye, Piano (1997)
- Linda Øvrebø, Jan Kåre Hystad, Knut Vaage, Stig Ryste Amdam, Tore Johannesen, Eg strøyer mine songar ut (1993)